# Newfel Ouatah
Newfel Ouatah est un boxeur franco-algérien né le 8 novembre 1985 à Lyon (France). Sa famille est originaire du village d'Aourir, en Kabylie (Algérie). Évoluant en poids lourds, il a représenté l'équipe d'Algérie entre autres aux Jeux olympiques d'été de 2008.

## Carrière amateur
Ouatah mesure deux mètres. Avec sa puissance impressionnante, il boxe dans la catégorie des -91 kg et a notamment battu deux fois John M'Bumba par KO en 2004 et 2005.
Aux Jeux olympiques d'été de 2008, il remporte le match contre le vénézuélien José Payares dans la catégorie des +91 kg (super lourds) mais perd contre l'ukrainien Vyacheslav Glazkov.

### Palmarès pour la France
- Champion de France cadets 2000 et 2001
- Champion de France juniors 2002 et 2003
- Médaillé de bronze aux championnats de France seniors 2004
- Médaillé d'or à la Brandenburg Cup (junior) en 2004 (Frankfurt/Oder)
- Médaillé de bronze aux Jeux méditerranéens de 2005 à Almeria
- Champion de France seniors 2005 et 2006
- Médaillé d'or à la Copenhagen box cup 2005
- Médaillé d'argent aux championnats de France 2007

### Palmarès pour l'Algérie
- Médaillé d'argent aux Jeux pan-africains de 2007 à Alger
- Champion d'Algérie 2007
- Champion d'Afrique 2007
- 5e aux Jeux olympiques de 2008 à Pékin

## Carrière professionnelle
Le 30 juillet 2009, il gagne son premier combat professionnel avant la limite face à Azar Layachi. Le 20 novembre 2010, il devient champion de France des poids lourds après sa victoire aux points face à Cyril Léonet.
Le 09 septembre 2022 il s'agenouille devant Simon Kean en protestation face à la décision de la FF Boxe car celle-ci l'aurait empêché de quitter le pays et aurait donc refusé de l'assurer pour son combat face à Kean. Il perd donc ce combat par KO/TKO.